# 诺特费尔德
诺特费尔德（德語：Nottfeld）是德国石勒苏益格－荷尔斯泰因州的一个市镇。总面积3.18平方公里，总人口139人，其中男性81人，女性58人（2011年12月31日），人口密度44人/平方公里。